# Durag
Le durag, do-rag plus vu chez les hommes afro américains, doo-rag ou du-rag est un couvre-chef, généralement de la forme d'un bonnet serré à l'aide de lacets intégrés. Il est utilisé pour obtenir une coiffure de "waves", ou porté pour protéger les cheveux, les tresses ou les dreadlocks. Considéré pendant des années comme un signe communautaire, il devient ensuite un accessoire de mode des stars du rap et de la pop.

## Historique
Le durag est considéré comme un objet d'oppression à l'époque de l'esclavage,. Vogue UK explique que le durag était « une façon de cacher la beauté des femmes noires » et de montrer leur statut de dominées, mais surtout il avait le rôle fonctionnel d’éviter que les cheveux longs tombent sur leur visage pendant les heures de travail. Dans les années 1930, lors de la renaissance de Harlem et de la Grande Dépression, le durag est devenu un objet courant dans les foyers afro-américains.
Pour le New York Times, il n'y a pas d'inventeur « spécifique » du durag. Ce journal fait état de Darren Dowdy, président de la société pour produit capilaire So Many Waves, qui a vendu des durags pour la première fois en 1979 dans un kit de coiffure, pour aider certaines coiffures à tenir.
Dans les années 1990 et 2000, le durag est une pièce incontournable du style hip-hop. Il est notamment popularisé par des rappeurs comme Memphis Bleek, Jay-Z, Nelly, Ja Rule, 50 Cent et dans une certaine mesure Eminem,. La signification du durag, un objet pour les cheveux, change. Il est perçu comme ayant un côté « criminel », associé à l'allure de certains membres de gang. Le durag est interdit dans de nombreux établissements scolaires aux États-Unis. En 2001 la National Football League puis en 2005 la National Basketball Association interdisent le port du durag. Le durag étant essentiellement porté par les joueurs afro-américains, les motivations de ce choix sont sujettes à débat. Emma Dabiri, auteure du livre en anglais Don't Touch My Hair, explique que les durags « ont été diabolisés, comme de nombreuses formes d'expressions culturelles noires »,.
Dans les années 2010, l'accessoire passe dans la mode au travers de personnalités comme Rihanna, qui l'introduit à plusieurs reprises, à la fois sur scène et dans sa collection de vêtement Fenty X Puma. De même que Solange Knowles, ou Janelle Monae, sur le tapis rouge du Met Gala en 2018,,. En janvier 2020, lors des Grammy Awards 2020, le rappeur californien Guapdad 4000 porte un durag de 3 mètres de long créé par Faded NYC. En 2014, Chanel met en vente une pièce bleue mais la marque est accusée d'appropriation culturelle,.
En 2020, Rihanna pose avec un durag en couverture du Vogue UK,,. Cette une est qualifiée d'« historique » par plusieurs médias. En 104 ans d'existence du magazine, c'est la première fois qu'une femme est coiffée de cet accessoire,.